# Brevet de technicien supérieur - Design graphique
En France, le brevet de technicien supérieur en design graphique (BTS Communication visuelle avant la rentrée de septembre 2012) est un diplôme français qui se prépare en deux ans après le baccalauréat. Il destine aux metiers du graphisme, de la publicité et de l'édition. 
Un choix de deux options permet une première spécialisation : 
- option A : communication et médias imprimés (anciennement option graphisme-édition-publicité)
- option B : communication et médias numériques (anciennement option multimédia)

Dans le secteur des arts appliqués, un diplôme supérieur d'arts appliqués (DSAA), une licence 3 ou une école d'art peuvent être envisagés dans la poursuite d'études après l'obtention du BTS. 
Le BTS design graphique est accessible soit directement après un baccalauréat sciences et technologies du design et des arts appliqués (STD2A), soit après une mise à niveau en arts appliqués (MANAA) d'un an pour les autres bacheliers. 
Selon les chiffres de l'ONISEP (2012), il y a 86 formations qui préparent en France au BTS CV, dont la grande majorité (69 %) dans le secteur privé.
Depuis 2019, la MANAA, et les BTS en design sont remplacés progressivement par le diplôme national des métiers d’arts et du design (DNMADE) d'une durée de 3 ans et conférant le grade de licence (180 crédits ECTS). En 2020, il n'est plus possible de postuler en BTS design de produits. La dernière session d'examen du BTS design de produits a lieu en 2021,,.

## Les métiers visés
Le BTS design graphique forme des designers spécialisés dans les produits de communication. Le cœur d’activité est la création graphique. Le titulaire du BTS design graphique est donc fondamentalement un graphiste, travaillant dans une agence de publicité, un studio de création graphique, un service intégré de communication d’une entreprise ou en free-lance.
Lorsqu'il est chargé d'un projet, le designer graphique travaille sur l’identité visuelle d’une marque, d’un produit ou d’un service. Il imagine une ambiance visuelle qu’il traduit en esquisses. Il crée un logo, une charte graphique qu’il va décliner sur tous les supports de communication.
Ces supports de communication se regroupent en 2 familles,
correspondant à 2 options du BTS :
1. Le graphisme éditorial (le print). Il regroupe tous les supports imprimés : livre, presse, magazines, affiches, flyers, PLV, plaquettes… L’activité est centrée sur la mise en page, la typographie, l’illustration. Le designer graphique maîtrise les bases du dessin traditionnel mais est surtout un expert des logiciels de la chaîne graphique (Photoshop, Illustrator, Indesign…).
2. Le graphisme électronique (le Web). Internet est devenu le vecteur prioritaire de communication des entreprises. Le designer graphique décline l’identité visuelle qu’il a créée sur tous les supports multimédia. Il crée l’interface graphique d’un site, définit l’arborescence, et la navigation. Il crée des habillages dynamiques et des animations. Il maîtrise le langage HTML, les bases de données, les logiciels d’animation 2D Flash, After Effect, éventuellement des logiciels 3D).

## La formation

### Admission
Le BTS Design graphique est accessible après un Bac STD2A « Arts appliqués », un Bac Pro AMA communication graphique, ou après une mise à niveau arts appliqués (MANAA) pour les autres bacheliers.
Ce BTS a 2 options. Le tronc commun suivi par tous les étudiants regroupe toutes les matières à l'exception des cours de Studio de Création et de Technologies qui suivant l'option concerne les supports Print ou Web.

### Programme du tronc commun
Le tronc commun a pour objet de développer la créativité, l'esprit d'analyse, la capacité de communication. Elle permet d'acquérir la maîtrise du dessin rapide (rough).

#### Enseignement général
- Culture et expression
- Culture de la communication : sémiologie, linguistique, marketing.
- Philosophie
- Anglais
- Sciences physiques
- Législation – gestion

#### Enseignement artistique
- Culture du design graphique
- Culture typographique
- Pratique plastique et graphique
- Dessin analytique

### Programme de l’enseignement professionnel
Option A : communication et médias imprimés (Print)
Option B : communication et médias numériques (Web)
La communication digitale étant aujourd’hui incontournable, il apparait que l’option B est plus pertinente en termes d’emploi.
- Technologie des médias numériques : étapes d’une commande de communication visuelle
- Bases de données, typographie, images numériques fixes et animées
- Technologie de l’impression : processus, contraintes et coûts des procédés d’impression
- Technologie de la communication : enjeux sociologiques et stratégiques, analyse des messages
- Studio de création : maîtrise des langages graphiques, conduite de projet
- Projets professionnels

## Annexe